# Traian Petrescu
Traian Petrescu a fost un fotograf profesionist bucureștean care a activat în capitala României în prima jumătate a secolului al XX-lea.

## Asociații fotografice profesionale
El a fost fondatorul Asociației Lucrătorilor Fotografi pe care a realizat-o în 1933, în februarie 1936 devenind președinte de onoare al acesteia. La începutul anului 1936, Petrescu ocupa și funcția de secretar în comitetul de conducere al Uniunii Fotografilor din România, sub președinția lui Etienne Lonyai.
Traian Petrescu și-a desfășurat activitatea fotografică în propriul studio, sub marca Foto Clasic, într-un sediu aflat pe Calea Griviței 223.